# Amacano
Amacano, pleme američkih Indijanaca nepoznatog porijekla koje je 1674. s plemenima Chine i Caparaz smješteno na jednu misiju u Floridi (San Luis), gdje ih svih zajedno ima oko 300. Do uništenja Apalacheejy (1704) ovo misijsko selo je mijenjalo lokaciju nekoliko puta ali o njemu još nisu pronađeni arheološki tragovi, i o njima nakon 1704 više ništa nije poznato.
Fernández de Florencia (1674:74–75) navodi da govore isti jezik kao i plemena Chine i Caparaz, a različit je od apalachijskog koji pripada porodici muskhogean. 
Podaci o njima veoma su oskudni. Hodge nema članke ni o njima ni o ostala dva plemena u svom 'Priručniku'. Ime im se očuvalo jedino u imenu ulice Amacano ln. u gradu St. Augustine, na Floridi.